# بنك فلسطين
بنك فلسطين مصرف تأسس عام 1960 بمدينة غزة، فلسطين، وباشر أعماله في العاشر من شباط عام 1961 كمؤسسة مالية رائدة تسعى للنهوض بمستوى الخدمات المصرفية في فلسطين مع التركيز على تمويل المشاريع الصغيرة والمتوسطة، إلى أن توسعت خدماته لتلبي جميع الاحتياجات المالية لمختلف الشرائح والقطاعات الاقتصادية. للمصرف مكتب تمثيلي في دبي، وآخر في تشيلي.
يعد بنك فلسطين اليوم من أكبر المصارف الوطنية، برأس مال يبلغ 200 مليون دولار، ليحافظ على صدارة المصارف العاملة في فلسطين من حيث رأس المال المدفوع وموجودات اقتربت من 5 مليارات دولار. ويعد المصرف من أكثر المصارف انتشاراً من حيث عدد الفروع التي وصلت إلى 72 فرعاً ومكتباً، بالإضافة إلى ما يزيد عن 150 صراف آلي منتشراً في مختلف محافظات الوطن. وبكادر بلغ عدده 1700 موظفةً وموظفاً، يعملون على خدمة أكثر من 800 ألف عميل من أفراد، شركات ومؤسسات بمختلف الأنواع والأحجام بالإضافة إلى الفلسطينيين المغتربين، كما بلغت الحصة السوقية للمصرف من التسهيلات الائتمانية والودائع للقطاع المصرفي الفلسطيني حوالي 30% لكليهما. في عام 2005، أدرج سهم بنك فلسطين للتداول في البورصة الفلسطينية، وأصبح الآن ثاني أكبر الشركات المدرجة حيث تبلغ قيمته السوقية ما يزيد عن 15% من إجمالي القيمة السوقية لاسهم الشركات المدرجة في البورصة.
وفي عام 2007، أسس المصرف شركة الوساطة للأوراق المالية لتكون الذراع الاستثماري للمصرف. كما أسس المصرف في العام 2011 شركة "®PalPay" لتسهيل عمليات الشراء لمختلف السلع، ودفع فواتير الخدمات، وشحن الهواتف بمختلف أنواعها عن طريق الإنترنت.
حصل المصرف في عام 2016 على جائزة «أفضل بنك في فلسطين».

## المؤسسون
- هاشم عطا الشوا
- هاني هاشم الشوا